# Ricardo Cabot Montalt
Ricardo Cabot Montalt (Barcelona, España; 1885 – ib.; 1958) fue un futbolista, periodista y dirigente deportivo español. Abogado de profesión, fue uno de los pioneros en la legislación del fútbol español y tuvo un papel clave en la legalización del profesionalismo. Fue seleccionador de España entre 1925 y 1926.
Es el primero de una saga de jugadores de hockey sobre hierba, que continuó con sus hijos, Joaquín y Ricardo Cabot Boix, y sus nietos, Javier y Ricardo Cabot Duran.

## Biografía
Durante su juventud estudió Derecho y se interesó por la práctica deportiva, por entonces incipiente en España. Practicó varias disciplinas, especialmente el balompié. En 1901 fue fundador y presidente del Catalonia Foot-ball Club. En 1902 ganó el Concurso Medalla de la Federación Gimnástica Española con el segundo equipo del Fútbol Club Barcelona, club donde también practicó el hockey sobre hierba junto a Hans Gamper. Su carrera futbolística siguió en el Salud Sport Club —donde también jugó al tenis— y en el Club X, todos ellos en Barcelona. 
Cabot fue también uno de los pioneros del periodismo deportivo en España. En 1906 fundó y dirigió el semanario «Sports». Fue también cronista deportivo en «Los Deportes» y «El Mundo Deportivo». En 1911 fue uno de los fundadores de la revista «Stadium», que dirigió desde sus inicios hasta 1920. En 1914 se convirtió en presidente del Asociación de Periodistas Deportivos de Cataluña. 
A finales de 1914 accedió a la presidencia de la Federación Catalana de Fútbol, con el objetivo de elaborar unos nuevos estatutos, que también sirvieron como modelo para el resto de federaciones territoriales. Redactó, así mismo, una propuesta de nuevos estatutos y reglamentos para la Real Federación Española de Fútbol (RFEF), cuya asamblea aprobó en 1915. Finalizada su tarea, rechazó optar a la reelección al frente de la Federación Catalana para seguir dedicándose al periodismo.
En 1921 entró en la junta directiva del Fútbol Club Barcelona, presidido por Hans Gamper. Desde el cargo de vicepresidente tuvo un papel activo en el proyecto del nuevo Campo de Les Corts.
En 1923 volvió a la presidencia de la Federación Catalana, impulsando una nueva reforma estatutaria que, como había pasado anteriormente, sirvió de base al resto de federaciones territoriales para modernizar sus reglamentos. Al mismo tiempo, fue comisionado por la RFEF para estudiar una reforma estatutaria que afrontase el llamado «amateurismo marrón». Cabot, en contacto con la FIFA, tuvo un papel clave en la legalización y regulación del profesionalismo en el fútbol español.
Paralelamente, en julio de 1925 Cabot fue designado presidente del Comité Seleccionador del equipo nacional español, que integraban también José María Mateos -con quien coincidía en la Ponencia para la reglamentación del profesionalismo- y Manuel de Castro «Hándicap».  Con vistas a una gira por Centroeuropa, en septiembre de 1925 se jugaron tres partidos no oficiales de preparación, contra el Acero y las selecciones de Vizcaya y Guipúzcoa. Los partidos de la gira se saldaron con dos victorias de prestigio para España: en Viena contra Austria y en Budapest frente a Hungría, en ambos casos por 0-1. El último encuentro de Cabot con el trío de seleccionadores fue un partido no oficial, contra el West Ham United, disputado en Madrid el 23 de mayo de 1926.
Tras un largo y controvertido proceso, la reglamentación del profesionalismo redactada por la Ponencia fue finalmente aprobada en la asamblea de la RFEF del 21 de junio de 1926. En esa misma reunión Ricardo Cabot fue elegido unánimemente Secretario General de la Federación, cargo de nueva creación que le obligó a abandonar la presidencia de la Federación Catalana, así como su puesto en el Comité Seleccionador, donde le sustituyó Ezequiel Montero. Ese mismo año 1926 entró a formar parte del Comité Olímpico Español, aunque ya había participado de organismos olímpicos con anterioridad.
En 1936, con el estallido de la Guerra Civil Española, un comité frentepopulista incautó la Federación Española. El presidente Leopoldo García Durán fue reemplazado por José María Mengual, pero se mantuvo en la secretaría general a Ricardo Cabot, quien no tardó en trasladar la sede federativa de la asediada Madrid a Barcelona. Cabot quedó, de facto, como principal gestor de la Federación, que a la práctica era inoperativa, tras decretar la suspensión de las competiciones a nivel nacional. Y más aún cuando en 1937 se creó en el zona sublevada una nueva Federación Española, con sede en San Sebastián, que en pocos meses obtuvo legitimidad con el reconocimiento por parte de la FIFA. Finalizada la guerra, quedó esta como única Federación Nacional. Sancionado por ser un disidente político, en 1946 el nuevo presidente de la Federación Española de Fútbol, Jesús Rivero Meneses, lo nombró secretario general de la federación.
En 1956 Ricardo Cabot se jubiló después de tres décadas como secretario general de la Real Federación Española de Fútbol, y tras recibir un homenaje en el Estadio Santiago Bernabéu. Falleció dos años más tarde.